# 豪霍特
豪霍特，是匈牙利佐洛州所辖的一个村，总面积39.01平方公里，总人口1115，人口密度28.6人/平方公里（2010年1月1日）。